# BRM P160
BRM P160 — шасси команды British Racing Motors в Формуле-1 (1971-1974). На этом шасси BRM было одержано три победы: две в сезоне 1971 и одну в сезоне 1972. Это были последние гонки, выигранные пилотами British Racing Motors в Формуле-1.

## 1971
Сезон 1971 Формулы-1 начался с Гран-при ЮАР, где на BRM P160 выступал мексиканец Педро Родригес. Гонщик сошёл с трассы из-за перегрева двигателя. Однако на Гран-при Испании Родригес пришёл четвёртым. Кроме того, на Монтжуике на BRM P160 ездил партнёр Педро Родригеса по команде — австралийский гонщик Хоуден Генли. Он пришёл десятым, не набрав очков. На следующих трёх Гран-при — Монако, Нидерландов и Франции — Родригес продолжал выступать на BRM P160 вместе с Йо Зиффертом из Швейцарии, третьим партнёром по BRM. Если этап в Монако был неудачным (Родригес стартовал пятым, пришёл девятым, а Зифферт при старте с третьего места сошёл из-за проблем с двигателем), на Гран-при Нидерландов Педро Родригес отметился вторым местом, что было первым подиумом BRM в сезоне, а на Гран-при Франции Йо Зифферт стал четвёртым. В итоге после пяти гонок BRM шли третьими в Кубке Конструкторов, с 12 очками.
Но после этого случилась трагедия: на трассе Норисринг разбился насмерть Педро Родригес. В итоге на Гран-при Великобритании на BRM P160 ездил только Йо Зифферт. Стартовав с третьего места, швейцарец финишировал только девятым из-за лишнего пит-стопа. На Гран-при Германии в команду был вызван британский гонщик Вик Элфорд, победитель Targa Florio 1968 года. Он занял лишь 11-е место. Не удалось набрать очков и Зифферту, снова сошедшему с трассы при старте с третьей позиции.
Но на Гран-при Австрии команда BRM добилась успеха: гонку выиграл Йо Зифферт, стартовавший с поул-позиции. Кроме того, впервые за British Racing Motors выступал перешедший из McLaren британец Питер Гетин. Он и выиграл следующий этап — Гран-при Италии, стартовав с 11-го места. На этом же этапе Генли занял пятое место (австралиец перешёл на BRM P160 ещё на Гран-при Австрии). После двух побед на Гран-при Австрии и Италии, однако, последовала неудача на Гран-при Канады. Йо Зифферт стартовал со второго места, а пришёл девятым из-за проблем на пит-стопе. Питер Гетин стал четырнадцатым, а вызванный BRM канадец Джордж Итон — шестнадцатым. Но финал сезона — Гран-при США — принёс 6 очков за второе место Йо Зифферта, а Хоуден Генли стал четвёртым. По итогам сезона 1971 Формулы-1 British Racing Motors заняли второе место в Кубке Конструкторов, набрав 36 очков. Йо Зифферт стал пятым в чемпионате пилотов (19 очков), а Питер Гетин занял девятое место (9 очков). Педро Родригес также вошёл в десятку сильнейших, заняв 10 место и набрав одинаковое количество очков с Гетином.

## 1972
В составе BRM на сезон 1972 Формулы-1 остались Хоуден Генли, Питер Гетин и Хельмут Марко (ездивший бо́льшую часть сезона 1971 на BRM P153). Спонсором команды стала табачная компания Marlboro. На первом этапе сезона, Гран-при Аргентины, на BRM P160B (модификации BRM P160) ездили Генли, Гетин и новичок British Racing Motors испанец Алекс Солер-Роиг. В итоге очков набрать не удалось: лучшим результатом стало девятое место Хоудена Генли. Гран-при Южной Африки и Испании также не принесли очков, несмотря на то, что за BRM ездил пришедший в команду француз Жан-Пьер Бельтуаз. Более того, все, кто был на этих двух Гран-при за рулём BRM P160 (в том числе другой гонщик команды, швед Рейне Виселль), сошли с трассы.
Первые очки сезона были набраны на Гран-при Монако, причём Жан-Пьер Бельтуаз, стартовав четвёртым, выиграл гонку. Но затем последовало три подряд этапа без очков — Гран-при Бельгии, Франции и Великобритании. На Гран-при Франции случилось несчастье: камень, вылетевший из-под машины соперника Хельмута Марко, повредил пилоту глаз. В итоге австриец вынужден был завершить карьеру гонщика. Вместо него на Гран-при Великобритании выступал Джеки Оливер. На следующих европейских этапах — Гран-при Германии, Австрии и Италии — за BRM ездили только Хоуден Генли, Питер Гетин, Жан-Пьер Бельтуаз и Рейне Виселль. На Гран-при Германии Генли, стартовав с 18-го места, пришёл четвёртым, набрав три очка. Гран-при Австрии принесло ему и команде 1 очко за 6 место, а в Монце единственное очко набрал Гетин.
Совершенно провальной выдалась концовка сезона 1972 Формулы-1. На Гран-при Канады и США British Racing Motors уже частично перешли на BRM P180 (хотя в дальнейшем этот автомобиль не использовался). В итоге очков набрать не удалось. На канадском этапе Гетин, Бельтуаз и ранее вызывавшийся в команду Билл Брэк сошли с трассы, Генли пришёл десятым. А на Гран-при США гонку не смогли завершить все пилоты BRM. Результатом сезона 1972 стало лишь седьмое место в Кубке Конструкторов с 14 очками. Лучшим среди пилотов команды стал Жан-Пьер Бельтуаз, набравший 9 очков и занявший 11-е место.

## 1973
В 1973 состав British Racing Motors изменился относительно предыдущего сезона. В команду пришёл уволенный из Scuderia Ferrari швейцарец Клей Регаццони. Также из команды March в BRM перешёл представитель Австрии Ники Лауда. Из пилотов, ездивших за BRM в 1972, в составе остался лишь Жан-Пьер Бельтуаз. Новый сезон был расширен до 15 этапов. На стартовом этапе, Гран-при Аргентины, Клей Регаццони стартовал с поул-позиции, но из-за проблем с шинами оказался лишь седьмым, не набрав очков. На двух следующих Гран-при — Бразилии и Южной Африки — команда смогла набрать лишь 1 очко, причём Регаццони оба раза при неплохой квалификации провалил гонку. На Гран-при Бразилии он стартовал четвёртым, а пришёл шестым; на Гран-при ЮАР при старте с пятого места Клей Регаццони столкнулся с Майком Хэйлвудом, который вытащил швейцарца из горящего автомобиля.
На Гран-при Испании и Бельгии British Racing Motors набрали четыре очка за два пятых места: на Монтжуике очки набрал Жан-Пьер Бельтуаз, в Зольдере — Ники Лауда. Но затем четыре этапа подряд не принесли очков. На Гран-при Монако все пилоты BRM сошли с дистанции. На Гран-при Швеции, Франции и Великобритании отсутствие очков было обусловлено плохим выступлением в квалификационных заездах (выше девятого места на этих этапах гонщики BRM не стартовали). В Сильверстоуне Жан-Пьер Бельтуаз попал в массовую аварию.
Однако на Гран-при Нидерландов именно Бельтуаз набрал очередные очки, придя пятым. Немецкий этап не принёс очков: все три пилота сошли с трассы, у Ники Лауды после аварии был диагностирован перелом кисти. В итоге свою домашнюю гонку, Гран-при Австрии, Лауда пропустил. Но именно здесь единственный раз в сезоне два пилота BRM набрали очки: Жан-Пьер Бельтуаз занял пятое место, Клей Регаццони — шестое. Технические проблемы не позволили никому из гонщиков команды набрать очки на Гран-при Италии (13 место Бельтуаза, сходы Лауды и Регаццони), однако дождевая гонка в Канаде принесла British Racing Motors три очка: стартовав 16-м, Жан-Пьер Бельтуаз пришёл четвёртым. Гран-при США не принесло очков, но в общем зачёте Жан-Пьер Бельтуаз вошёл в десятку сильнейших (10-е место, 9 очков). Другие пилоты, однако, не смогли этого сделать: Ники Лауда и Клей Регаццони заняли 17-е и 18-е места, с двумя очками каждый. British Racing Motors заняли седьмое место в Кубке Конструкторов, набрав 12 очков.

## 1974
После сезона 1973 Ники Лауда и Клей Регаццони перешли в Ferrari. Вместо них в BRM перешли пилоты из Франции Франсуа Миго и Анри Пескароло (в итоге состав команды был полностью французский). Стартовый этап, Гран-при Аргентины, принёс команде два очка за пятое место Жан-Пьера Бельтуаза. Но на следующем этапе — Гран-при Бразилии - очков набрать не удалось. После этого British Racing Motors начали использовать новое шасси, BRM P201. На Гран-при Южной Африки, Испании, Бельгии и Монако на BRM P201 ездил Жан-Пьер Бельтуаз. За эти четыре Гран-при ни Франсуа Миго, ни Анри Пескароло, использовавшие BRM P160, не набрали ни одного очка. Последними гонками с участием BRM P160 стали Гран-при Нидерландов, Франции, Великобритании и Германии 1974 года. Ни одна из них не принесла команде очков.